# Skira
 (novembre 2021).
Skira est une maison d'édition fondée à Lausanne en 1928 par Albert Skira (1904-1973). Elle est spécialisée dans la publication de livres d'art. Son siège est rapidement transféré à Genève, où il reste pendant près de soixante ans. Il se trouve maintenant à Milan, au Palazzo Casati Stampa, la maison ayant été rachetée par le groupe italien Mondadori Electa en 1996. Maintenant, le groupe RCS MediaGroup contrôle 48 % de la maison d'édition.
Skira bénéficie d'une grande notoriété à travers le monde, ayant été l'une des premières maisons à utiliser des illustrations en couleur et des reproductions d'une très bonne qualité technique. Quelques-uns de ses grands succès historiques sont les Métamorphoses d'Ovide illustrées par Picasso, Florilège des Amours de Ronsard et les Poésies de Mallarmé illustrées par Matisse.
La maison s'est aussi lancée dans le domaine des expositions d'art en Italie et à l'international. Elle s'occupe de leur organisation, de leur promotion, et de l'édition des catalogues d'exposition. Par exemple, en 2011 pour fêter le nouvel aménagement de la galerie impressionniste au Musée d'Orsay, elle coédite : Peinture, la collection du musée d'Orsay par Stéphane Guégan. À cette occasion, elle inaugure également une collection de monographies, Little M'O, signées par des conservateurs du musée. Cette collection débutera avec Monet, Renoir, Van Gogh et Gauguin.
Une des particularités de la maison est de publier elle-même ses œuvres dans différentes langues. Ainsi, Skira distingue cinq lignes éditoriales qui correspondent à cinq zones géographiques et/ou linguistiques :

en italien (distribution : Rizzoli),

en anglais (distribution : Rizzoli-New York ; diffusion : Random House), 

en espagnol (distribution : Editorial Gustavo Gili of Barcelona), 

en français (distribution : UD-Union Distribution ; diffusion : Flammarion), 

et dans le reste du monde (distribution : Thames & Hudson).

## Catalogue
Le catalogue comprend :
- Skira Mini Art Books[2]
- Art moderne et contemporain
- Catalogues raisonnés
- Art ancien
- Design et Arts décoratifs
- Mode et Photographie
- Architecture
- Archéologie, Arts orientaux et premiers

Skira a publié des catalogues raisonnés de : Lucio Fontana, Paul Gauguin, Le Corbusier, Umberto Lilloni, Piero Manzoni, Giannino Marchig, Marino Marini, Albert Marquet, Fausto Melotti, Piet Mondrian, Ennio Morlotti, Arnaldo Pomodoro, Daniele Ranzoni, Mimmo Rotella, Árpád Szenes, Camille Pissarro, Guido Tallone, Italo Valenti, et Édouard Vuillard.
La collection « Skira Mini Art Books » est une collection de livres d'art au format poche. Elle se décline en différents thèmes : monographies d'artistes internationaux, mouvements artistiques, genres picturaux, et arts décoratifs. Chaque volume contient au moins 50 illustrations en couleurs, broché, en 96 pages, format 13,5 x 17 cm.